# Kari Hokkanen
Kari Antero Hokkanen, född 2 januari 1943 i Parikkala, är en finsk historiker och journalist.
Hokkanen var assistent vid Jyväskylä universitet mellan 1967 och 1973 och rektor för Alkioinstitutet från 1974 till 1980. År 1980 blev han chefredaktör för centertidningen Ilkka i Seinäjoki. 
Hokkanen har som historiker behandlat lokalhistoriska ämnen och agrarförbundets historia. Han har även skrivit en biografi över Kyösti Kallio.

## Utmärkelser
- Riddartecknet av I klass av Finlands Vita Ros’ orden,  4 juni 1993[1]
- Militärens förtjänstmedalj,  4 juni 1995[2]
- Kommendörstecknet av Finlands Lejons orden,  6 december 2007[1]

[Redigera Wikidata]